# Diecezja Zaria
Diecezja Zaria – diecezja rzymskokatolicka  w Nigerii. Powstała w 2000.

## Biskupi ordynariusze
- Bp George Dodo † (2001–2022)
- Bp Habila Daboh (od 2023)